# Багров, Николай Васильевич
Никола́й Васи́льевич Багро́в (укр. Мико́ла Васи́льович Багро́в; 26 октября 1931, Новотроицкое — 21 апреля 2015, Симферополь) — советский и украинский политический деятель. Воссоздал Крымскую Автономию. Автор конституции Крыма. Утвердил государственную символику АРК. При Багрове был утверждён день траура Крымскотатарского народа - день депортации 18 мая.  Первый секретарь Крымского обкома КПСС с сентября 1989 по апрель 1991.  Председатель Крымского областного совета народных депутатов с сентября 1990 по март 1991. Председатель Верховного Совета Крымской АССР в 1991—1994. С 2010 года — академик Национальной академии наук Украины. Ректор Таврического Национального университета имени В. И. Вернадского (1999—2014). Получил за свои заслуги звание Героя Украины. С 2015 президент Федерального государственного автономного образовательного учреждения высшего образования «Крымский Федеральный Университет им. В. И. Вернадского». Герой Украины (2007).

## Образование
Окончил естественно-географический факультет Крымского педагогического института (1959), кандидатскую диссертацию защитил в Московском государственном университете (1967), докторскую — в Киевском национальном университете (2001).

## Основные этапы деятельности

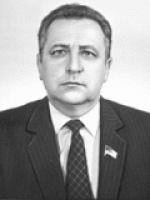
Народный депутат Верховной рады Украины I созыва

| Деятельность | Время                       |
| --- | --------------------------- |
| учитель в Багеровской средней школе Крымской области | 1959—1961                   |
| инженер-технолог Института минеральных ресурсов АН Украинской ССР, г. Симферополь                                                                              | 1961—1963                   |
| аспирант, ассистент, старший преподаватель, и. о. доцента кафедры Крымского государственного педагогического института                                         | 1963—1969                   |
| секретарь партийного бюро Крымского государственного педагогического института                                                                                 | 1969—1970                   |
| заведующий отделом науки и учебных заведений Крымского обкома партии                                                                                           | 1970—1978                   |
| секретарь Крымского обкома партии | 1978—1985                   |
| второй секретарь Крымского обкома партии | 1985—1988                   |
| заведующий сектором, заместитель заведующего Отделом партийного строительства и кадровой работы ЦК КПСС                                                        | 1988—1989                   |
| первый секретарь Крымского обкома партии | сентябрь 1989 — апрель 1991 |
| председатель Крымского областного совета | май 1990 — март 1991        |
| председатель Верховного Совета Крыма | 1991—1994                   |
| проректор по перспективному развитию Симферопольского государственного университета                                                                            | 1994—1997                   |
| проректор по научной работе Симферопольского государственного университета                                                                                     | 1997—1999                   |
| ректор Таврического национального университета имени В. И. Вернадского                                                                                         | 1999—2014                   |
| Президент Федерального государственного автономного образовательного учреждения высшего образования «Крымский Федеральный Университет имени В. И. Вернадского» | 2015                        |

## Ученые степени
- кандидат географических наук (1967)
- доктор географических наук (2001)

## Ученые звания
- доцент кафедры экономической географии ТНУ (1969)
- профессор кафедры экономической и социальной географии ТНУ (1994)

## Членство в академиях и научных обществах
- действительный член Международной академии информатизации (1995)
- действительный член Академии инженерных наук Украины (1996)
- действительный член Крымской академии наук
- действительный член Национальной академии наук Украины (2010)
- член Национального комитета географов Украины
- член Ученого совета Украинского географического общества
- член Академии наук высшей школы Украины (2001)
- член президиума Национальной академии наук Украины.

## Область научных интересов
- Проблемы развития и размещения производительных сил Украины
- транспортно-экономические связи, региональная экономика
- трансформирование хозяйственных комплексов в условиях рыночной экономики
- рекреационная и электоральная география, политическая экология, геополитика.

## Основные труды
- «Проблемы развития и размещения производительных сил Северного Причерноморья» (1974)
- «Экономика и внешние экономические связи Украины», в соавторстве (1995)
- «Крым: время надежд и тревог» (1995)
- «Учение В. И. Вернадского о ноосфере в свете экологических проблем современности» (1995)
- «Экологическая идеология — идеология XXI столетия» (1997)
- «Принципы концепции рекреационного развития Крыма» (1997)
- «Концептуальные подходы к трансформации современного хозяйственного комплекса Крыма» (1997)
- «Крим: здобутки, втрати, перспективи» (1999)
- «Проблеми Криму та шляхи іх вирішення» (1999)
- «Теоретико-методичне дослідження електоральноі географіі» (2000)
- «Землезнавство», в соавторстве (2000)
- «География Крыма», в соавторстве (2001)
- «Региональная геополитика устойчивого развития» (2002).

## Общественная деятельность
- Член КПСС в 1962—1991.
- Член Центрального комитета Компартии Советского Союза в 1990—1991.
- Депутат Верховного Совета Украины I-го созыва (1990—1994).
- Депутат Верховного Совета Крыма 1-го (1991—1994), 3-го (1998—2002) и 4-го (2002—2006) созывов.
- Председатель Крымского научного центра Национальной академии наук Украины и Министерства образования и науки Украины.
- Председатель Совета ректоров вузов Крыма.
- Президент Малой академии наук школьников Крыма «Искатель».

На выборах городского головы Симферополя 2002 года поддерживал кандидатуру Валерия Ермака.

## Награды и звания
- Герой Украины (2007 — за выдающиеся личные заслуги перед Украинским государством в развитии национального образования, подготовку высококвалифицированных специалистов, многолетнюю плодотворную научную и педагогическую деятельность).
- Орден «Знак Почёта» (1976).
- Орден Трудового Красного Знамени (17.06.1981).
- Орден «За заслуги» ІІІ ст. (1999).
- Орден князя Ярослава Мудрого V ст. (2002).
- Орден Франции «Пальмовая академическая ветвь» (2006).
- Лауреат Государственной премии Украины в области науки и техники (2004).
- Заслуженный работник образования Украины (1997).
- Почётный крымчанин (2002)[8].
- Медаль Вернадского (2012).
- Премия Автономной Республики Крым за 2002 год[9].
- Знак отличия Автономной Республики Крым «За верность долгу» (2006)[10].
- Заслуженный деятель науки и техники Автономной Республики Крым (2011)[11].